# نسی، بدخشان
نسی نام معروف و آشنا مرکز ولسوالی نسی در شمال شرقی کشور افغانستان.
و قریه های آن نیز عبارت است از: «قوغد، رادوج، زغر، وجم پایین/ بالا، دره جوی (پارخیخ، راوند، آرخود، سیدیه، مونیخرو، بن، تربغن، درمن، درخاخ، درجوی و سرجوی) و دره شوریان ( زین، دراو، بادرد، آرورد، خرکت، جغندک، راست دره (مناود، خواج، خجوند) و کجدره (وداب، ماگی، ترشار، کی و مدود  